# Леловані (Адіґені)
Леловані (груз. ლელოვანი) — село в Грузії.
За даними перепису населення 2014 року в селі проживає 334 особи.